# Colonia di pinguini Taylor
La colonia di pinguini Taylor è la più grande delle due colonie conosciute di pinguini imperatore (Aptenodytes forsteri) che nidificano sulla terraferma.
Il sito di nidificazione risiede sul versante orientale del ghiacciaio Taylor, nella Terra di Mac. Robertson.

## Conservazione
Il sito è protetto dal Trattato Antartico come Area Specialmente Protetta dell'Antartide (codice ASPA 101).
Il sito è inoltre designato da BirdLife International come Important Bird Area (IBA).